# San Cosme (Asturias)
San Cosme es un lugar español de la parroquia de San Martín de Luiña, perteneciente al municipio de Cudillero, en la comunidad autónoma de Asturias.

## Historia
Hacia mediados del siglo XIX, el lugar, ya por entonces perteneciente a la parroquia de San Martín de Luiña del municipio de Cudillero, tenía contabilizada una población de 376 habitantes. Aparece descrito en el séptimo volumen del Diccionario geográfico-estadístico-histórico de España y sus posesiones de Ultramar de Pascual Madoz con las siguientes palabras:

COSME (san): l. en la prov. de Oviedo, ayunt. de Cudillero, felig. de San Martin de Luiña. sit. á la der. del r. Esgueiro ó de Soto, confinando con la Escalada mas al O. Comprende diversos barrios y cas. diseminados por la caida del monte llamado Panizal: sit. en terreno desigual. Tiene una fértil vega destinada á prados, y fertilizada por el espresado r. Esgueiro. La parte mas elevada de la montaña da vista al mar por el cáuce del r. y se halla combatida por los vientos del N.; en las demas que estan cercanos al r. y se halla combatida por los vientos del N.; en las demas que estan cercanas al r. el clima es mas templado. El terreno es tenaz y fértil. prod.: maiz, habas, patatas, escanda, frutas, naranjas, limones y yerbas de pasto. pobl.: 88 vec., 376 alm. (V.)
(Madoz, 1847, p. 142)

En 2023, la entidad singular de población de San Cosme tenía empadronados 113 habitantes, todos ellos en el núcleo de población de ese nombre.